# Antoine Georges
Antoine Georges (* 14. April 1961 in Paris) ist ein französischer Festkörperphysiker. Er ist Professor am Collège de France und der École polytechnique in Paris.

## Leben
Antoine Georges befasste sich als Jugendlicher mit Biologie – sein Vater hatte ein Labor am INSERM. Er studierte 1980 bis 1983 an der École Polytechnique und danach an der École normale supérieure, an der er 1988 bei Pierre-Gilles de Gennes promoviert wurde, und war ab 1986 beim CNRS. Danach war er 1989 bis 1991 als Post-Doktorand an der Princeton University bei Philip Warren Anderson tätig und befasste sich mit Hochtemperatursupraleitern. Anschließend war er an der Rutgers University tätig, wo seine Zusammenarbeit mit Gabriel Kotliar über Dynamical Mean-Field Theory begann. Ab 2003 wirkte er wieder an der École Polytechnique (Centre de Physique Théorique), 2009 wurde er Professor für Festkörperphysik am Collège de France. Seit 2011 ist er auch in Teilzeit Professor an der Universität Genf.
Aufbauend auf der Arbeit von Dieter Vollhardt und Walter Metzner entwickelte er mit Gabriel Kotliar die Dynamical Mean-Field Theory (DMFT) zur Behandlung stark korrelierter Elektronensysteme, einer Version der Molekularfeldtheorie (mean-field theory), bei der die Elektronen je nach Zeit- und Energieskala lokalisiert oder delokalisiert waren. Unter stark korrelierten Elektronensystemen befasst er sich insbesondere mit Hochtemperatursupraleitern und Übergangsmetall-Oxiden (im Fall der HTSL von Kupfer) und der Erklärung von deren besonderen elektronischen Eigenschaften. Mit DMFT behandelte er auch den Metall-Isolator-Übergang in Vanadiumoxid und Mott-Isolatoren.
Er befasste sich auch mit anomaler Diffusion in ungeordneten Medien, dem Kondo-Effekt (mit Anirvan Sengupta) und Spingläsern und Quantenspinflüssigkeiten (mit Olivier Parcollet und Subir Sachdev). Außerdem forscht er über künstliche Festkörper, die mit quantenoptischen Methoden in ultrakalten Atomgasen realisiert sind.
1991 erhielt er den Anatole and Suzanne Abragam-Preis der französischen Akademie der Wissenschaften und 2004 den Dargelos Preis der École Polytechnique. 2006 erhielt er mit Dieter Vollhardt, Walter Metzner und Gabriel Kotliar den Agilent Technologies Europhysics Prize 2006 der European Physical Society für die Entwicklung der Dynamical Mean-Field Theory. 2010 hielt er die Sommerfeld-Vorlesungen an der Ludwig-Maximilians-Universität München und 2001 die Schrödinger-Vorlesungen an der ETH Zürich. 2007 erhielt er die Silbermedaille des CNRS. 2014 erhielt er den Hamburger Preis für Theoretische Physik. Für 2020 wurde Georges der Aneesur-Rahman-Preis der American Physical Society zugesprochen, für 2022 die Feenberg-Medaille. Er ist Mitglied der Academia Europaea und wurde 2014 Mitglied der Académie des Sciences. 2023 wurde Georges zum Mitglied der National Academy of Sciences gewählt.

## Schriften
- A. Georges, B. Kotliar: Hubbard model in infinite dimensions, Physical Review B, Band 45, 1992, S. 6479
- A. Georges,  W. Krauth: Numerical solution of the d=⚭ Hubbard model: Evidence for a Mott transition,  Phys. Rev. Lett., Band 69, 1992, S. 1240
- A. Georges, W. Krauth: Physical properties of the half-filled Hubbard model in infinite dimensions, Physical Review B, Band 48, 1993, S. 7167
- A. Georges, S. Biermann, F. Aryasethlawan: First-Principles Approach to the Electronic Structure of Strongly Correlated Systems: Combining the G W Approximation and Dynamical Mean-Field Theory, Phys. Rev. Lett., Band 90, 2003, S. 086402
- mit Kotliar, Werner Krauth, Marcelo J. Rozenberg: Dynamical mean-field theory of strongly correlated fermion systems and the limit of infinite dimensions, Reviews of Modern Physics, Band 68, 1996, S. 13–125
- mit J. P. Bouchaud: Anomalous diffusion in disordered media: statistical mechanisms, models and physical applications, Physics Reports, Band 195, 1990, S. 127–293
- mit J.-Ph. Bouchaud, A. Comtet, P. Le Doussal: Classical diffusion of a particle in a one-dimensional random force field, Annals of Physics, Band 201, 1990, S. 285–341
- mit Yigal Meir: Electronic correlations in transport through coupled quantum dots, Phys. Rev. Lett., Band 82, 1999, S. 3508
- S Biermann, A Poteryaev, AI Lichtenstein, A Georges: Dynamical Singlets and Correlation-Assisted Peierls Transition in VO2, Phys. Rev. Lett., Band 94, 2005, S. 026404
- E Pavarini, S Biermann, A Poteryaev, AI Lichtenstein, A Georges, OK Andersen: Mott Transition and Suppression of Orbital Fluctuations in Orthorhombic 3 d 1 Perovskites, Phys. Rev. Lett., Band 92, 2004, S. 176403
- M Le Tacon, A Sacuto, A Georges, G Kotliar, Y Gallais, D Colson, A Forget: Two energy scales and two distinct quasiparticle dynamics in the superconducting state of underdoped cuprates, Nature Physics, Band 2, 2006, S. 537–543
- P Limelette, A Georges, D Jérome, P Wzietek, P Metcalf, JM Honig: Universality and critical behavior at the Mott transition, Science, Band 203, 2003, S. 89–92